# Marec
Marc De Cloedt dit Marec, né le 27 janvier 1956 à Bruges (province de Flandre-Occidentale) est un dessinateur de presse et auteur de bande dessinée belge néerlandophone.

## Biographie
Marc De Cloedt naît le 27 janvier 1956 à Bruges,.
Après ses études aux collège Saint-Louis de Bruges, il se forme artistiquement à l'académie des beaux-arts de la même ville. Dans le domaine du dessin de presse, ses influences graphiques sont Alidor, Brasser, Gal, Picha et Pirana. Dans les années 1980, il publie ses premiers dessins dans Pourquoi Pas ?, dans le Brugse Uitkrant et contribue à Wordt Vervolgd, le pendant en néerlandais du magazine (À suivre). Il travaille ensuite  comme dessinateur pour le magazine Markant, où il est remarqué par Karel Anthierens (nl).
Il dessine pour le journal Het Volk et l’hebdomadaire Dag Allemaal depuis 1993 et devient en 1998 le dessinateur attitré du quotidien belge Het Nieuwsblad. 
En juin 2011, avec Ever Meulen, Kim Duchateau, Conz, Gert Dooreman et Jan Van Der Veken, entre autres, il est invité à exposer ses œuvres à l'exposition Une journée à la mer au centre culturel de Bredene sous le commissariat de Herr Seele.
En 2014, Marec crée le collectif de dessinateurs de presse « The Cartoonist », à Bruxelles,,.
En 2015, il rend hommage à ses confrères victimes de l'attentat contre Charlie Hebdo. La même année, il remporte le prix Press Cartoon Belgium,,. Ses livres sont édités par la maison d’édition Van Halewyck et ses dessins sont exposés en Belgique et à l’international.

### Collaboration avec Pieter Aspe
Marec est un ami du célèbre romancier à suspense Pieter Aspe. Le dessinateur a envie de faire un roman graphique sérieux sur le thème l'artiste et sa muse et pense qu'Aspe et son épouse Bernadette feraient un bon sujet. Cependant, le 31 août 2016, elle décède d'un cancer du poumon et Marec abandonne son projet. En discutant avec Aspe, il apprend qu'il tient lui écrire un hommage et il lui parle de son projet initial qu'il entérine. Il leur faut néanmoins du temps avant de trouver le juste ton, par deux fois ils recommencent. Leur ouvrage suivant intitulé Bea, Afscheid Van Een Muze (Béa, la séparation d'une muse) de septembre 2017, revient sur la relation de 13 ans des époux Aspe. L'ouvrage conte la première rencontre, leur amour et comment la mort a mis fin à tout. Les parties écrites sont racontées du point de vue de Pieter Aspe, tandis que les pages illustrées racontent la version de Bernadette de l'histoire.
Un an plus tard, le 3 avril 2018, Aspe et Marec fondent la maison d'édition Aspe pour leurs futures productions. L'entreprise est située dans l'annexe de la librairie, café-bar De Loge, dans la rue Saint-Jacques à Bruges. Le 2 décembre 2019, ils publient un nouveau roman graphique, Dossier van de Duivel, une histoire inspirée d'une anecdote réelle. Au cours de l'été 1890, une femme nue est arrêtée à Bruges. Elle montre des signes de maladie mentale et sera identifiée plus tard comme étant la courtisane Berthe de Courrière. Elle affirme qu'elle s'est enfuie du domicile d'un prêtre local qui a un comportement à scandale. Aspe se sert de ces événements et tisse un passionnant réseau d'intrigues, qui se déroule à Bruges à la fin du XIXe siècle. Dans la fiction, Berthe participe à des messes sataniques pendant lesquelles des viols ont lieu. Marec adopte un style proche de Félicien Rops.
En 2023, il est récipiendaire du prix pour l'ensemble de sa carrière au festival du dessin de presse de Knokke-Heist.
Il est membre de Cartooning for peace. Son travail est admiré par ses collègues dessinateurs Gal , Karl Meersman, Jef Nys et Pirana. Parmi les autres fans célèbres figurent, feu le Premier ministre de Belgique Jean-Luc Dehaene et le prince Laurent.

### Vie privée
Il a une fille Marloes De Cloedt et un fils Thijs, réalisateur et producteur.

## Œuvre

### Collectifs
- (nl + fr) Press Cartoon Belgium 2006 : de beste cartoons uit de Belgische pers van het jaar 2005 = Press Cartoon Belgium 2006 : les meilleurs dessins de presse parus en 2005 dans la presse belge, Leuven, Van Halewyck, 2006, 143 p., ill. ; 22 cm (ISBN 90-5617-694-3)

### Expositions collectives
- United Comics of Belgium, Centre belge de la bande dessinée, Bruxelles[13],[14], commissaires : Séraphine, Johan De Moor, Olivier Grenson, Marc Hardy, Judith Vanistendael, Bruxelles, du 2 avril au 12 septembre 2021.

## Prix et récompenses
- 2015 :  Grand Prix du Press Cartoon Belgium pour un dessin publié le 30 septembre 2014 dans Het Nieuwsblad  au sujet du procès Sharia4Belgium[9],[10] ;
- 2023 :  prix Life Achievement décerné au Festival du dessin de presse de Knokke-Heist[3].